# ARC Nariño
El ARC Nariño (FM-55) La República de Corea del Sur donó a Colombia una Corbeta Clase Donghae, específicamente la PCC 755 "Anyang", esto en el marco de los convenios de cooperación vigentes, que a su vez se sustentan en la histórica amistad y buenas relaciones entre ambos gobiernos.  Este buque fue construido por Daewoo S&M Engineering, fue botado al agua el 15 de junio de 1983, y comisionado en la Armada de Corea del Sur el 21 de diciembre de 1983, en donde prestó valiosos servicios, fue usada para misiones de patrulla costera en Corea del Sur, hasta que fue retirado el 29 de septiembre del 2011. Precisamente en septiembre de 2011 el presidente Juan Manuel Santos realizó una visita oficial a Corea del Sur, momento en que se hizo el ofrecimiento inicial de la Corbeta. 
Este buque presta sus servicios a la Armada Nacional desde octubre de 2014, aportando de manera efectiva en el fortalecimiento de las capacidades operacionales de interdicción marítima, búsqueda y rescate, protección de la vida humana en el mar, atención de desastres, ayuda humanitaria a comunidades en riesgo, prevención de pesca ilegal, protección del medio ambiente marino y costero, represión del contrabando y represión de actividades ilícitas en el mar en el Pacífico colombiano.

## Características
Esta corbeta está armada con tres cañones de uso antiaéreo, seis torpedos y doce cargas de profundidad para operaciones y tácticas de guerra antisubmarina.